# Trifluorsilan
Trifluorsilan ist eine chemische Verbindung aus der Gruppe der Silane.

## Gewinnung und Darstellung
Trifluorsilan kann durch Reaktion von Trichlorsilan mit Antimon(III)-fluorid, Zink(II)-fluorid oder Titan(IV)-fluorid gewonnen werden.
{\displaystyle \mathrm {SiHCl_{3}+SbF_{3}\longrightarrow SiHF_{3}+SbCl_{3}} }
{\displaystyle \mathrm {4\ SiHCl_{3}+3\ TiF_{4}\longrightarrow 4\ SiHF_{3}+3\ TiCl_{4}} }
Die Verbindung kann auch durch Pyrolyse aus Difluorsilan gewonnen werden. Sie wurde Anfang des 20. Jahrhunderts von Otto Ruff erstmals dargestellt.

## Eigenschaften
Trifluorsilan ist ein farbloses, brennbares Gas, das mit Wasser hydrolisiert und sich schon bei Raumtemperatur langsam zersetzt. Es zerfällt beim Erhitzen auf 400 °C rasch in Wasserstoff, Silicium und Tetrafluorsilan. Es zersetzt Alkohol und Ether und reduziert konzentrierte Salpetersäure. Mit Luft bildet es ein explosives Gasgemisch.